# عائشة سلطان (ابنة مراد الثالث)
عائشة سلطان (بالتركية العثمانية: عائشہ سلطان)، هي أميرة عثمانية وابنة السلطان مراد الثالث (1574 - 1595) من زوجته السلطانة صفية، وهي أيضًا أخت السلطان محمد الثالث (1595 - 1603)، توفيت في 15 مايو 1605.

## حياتها
عائشة سلطان هي ابنة السلطان مراد الثالث وزوجته صفية سلطان. تزوجت عائشة سلطان في عام 1586 من إبراهيم باشا والي مصر، والذي أصبح الصدر الأعظم في عهد أخيها محمد الثالث. وجرى زفافها في القصر القديم، واستمرت الاحتفالات لمدة سبعة أيام، وصف المؤرخ مصطفى سيبلنكي الهدايا التي تبادلها الطرفين، وأُقيمت الأعياد، وحضر الاحتفالات السادات والشيوخ ومفتي الدولة المُلقب بشيخ الإسلام وكبار المسؤولين، وفي نفس سنة الزواج، قام مراد الثالث بإعفاء إبراهيم باشا من منصبه.
توفي إبراهيم باشا في 10 يوليو 1601، أصبحت عائشة سلطان أرملة، وأصبح حسن باشا الصدر الأعظم الجديد، ووعده السلطان محمد الثالث بتزويجه أخته عائشة، وتزوجا في 5 أبريل عام 1602، وبعد سنة واحدة من الزواج، قرر السلطان محمد الثالت إعدام حسن باشا بتهمة الخيانة، وأرسلت عائشة إلى أخيها وأمها السلطانة صفية تطلب فيها العفو عن زوجها، ولكن السلطان رفض، أُعدم حسن باشا في 18 أكتوبر 1603، وبعده تزوجت عائشة من محمود باشا في 1604.

## وفاتها
توفيت عائشة سلطان في 15 مايو 1605، ودفنت في قبر أخيها محمد في مسجد آيا صوفيا بإسطنبول.

## أعمالها الخيرية
تُعرف عائشة بأعمالها الخيرية، حيث أوصت في وصيتها أن يتم تحرير عبيدها وجورايها بدون دون قيد أو شرط؛ وأوصت بتوزيع عشرة آلاف من ميراثها لسداد ديون الغارمين، وهم الأشخاص الذين تم سجنهم بسبب عجزهم عن سداد ديونهم، كما أوصت بتوزيع باقي تركتها على الفقراء في المدن المقدسة: مكة المكرمة والمدينة المنورة والقدس. وخصصت قدرًا من المال لفكاك أسرى المسلمين في الحرب، مع شرط أن الأسرى من نساء المسلمين يكون لهم الأولوية.

## مزيد من المصادر
- Peirce، Leslie P. (1993). The Imperial Harem: Women and Sovereignty in the Ottoman Empire. دار نشر جامعة أكسفورد. ISBN:978-0-195-08677-5.
- Çeliktemel، Başak (2012). A study of the third English ambassador Henry Lello’s report on the Ottoman Empire (1597-1607). ص. 64–5, 72.
- Mustafa Çağatay Uluçay (2011). Padişahların kadınları ve kızları. Ankara, Ötüken.